# Садолето, Якопо
Я́копо Садоле́то (итал. Jacopo Sadoleto; 12 июля 1477, Модена — 18 октября 1547, Рим) — итальянский религиозный деятель, богослов и поэт.

## Биография
Находился под покровительством кардинала Карафы, затем был секретарём папы Льва X, в 1517 назначившего его епископом города Карпантра.
Он пользовался расположением Климента VII, но не приобрёл решительного влияния ни в политических, ни в церковных делах. В 1536 возведён папой Павлом III в чин кардинала.
Принадлежал к числу наиболее видных и учёных членов того кружка при Римской курии, который сознавал настоятельность серьёзных преобразований в католической церкви, Садолето принял деятельное участие в работах комиссии, занявшейся по приказанию Павла III выработкой проекта реформ. Результатом трудов комиссии явилось известное «Consilium de emendanda Ecclesia». Сочинения Садолето посвящены вопросам философским, педагогическим, публицистическим и богословским. Наиболее полное их издание вышло в Вероне в 1737 («Opera quae exstant omnia»). Некоторые письма его, не вошедшие в указанное собрание сочинений, были изданы Ронкини: «Lettere del Cardinale Jacopo Sadoleto» (Modena, 1872).